# Caïque à face rousse
Hapalopsittaca amazonina
Espèce
Statut de conservation UICN

 VU C2a(i) : Vulnérable
Statut CITES
Le Caïque à face rousse ou Caïque à face rouge (Hapalopsittaca amazonina) est une espèce d'oiseau appartenant à la famille des Psittacidae.

## Description
Cet oiseau mesure environ 23 cm de long. Le plumage a une dominante verte. Les rémiges sont bleues et les épaules et les rectrices sont rouges. Les iris sont jaune clair et les cercles oculaires bleu azur. Le bec est jaunâtre. Les pattes sont grises.

## Sous-espèces
Le Caïque à face rouge est représenté par trois sous-espèces qui se distinguent par la coloration de la tête :
- amazonina avec la calotte, le front et les joues rouge nuancé de rouille, la zone entre le bec et les yeux jaune ainsi que des paillettes jaune d'or au niveau des zones périauriculaires ;
- velezi avec le rouge limité à la calotte et au bord du bec ;
- theresae avec le masque facial rouille très étendu et du rouge unique à l'attache du bec.

Deux autres taxons considérés auparavant comme des sous-espèces de cet oiseau sont désormais séparés : le Caïque de Fuertes et le Caïque de Salvin.

## Habitat et répartition
Cette espèce vit dans les forêts de montagnes entre 2 200 et 3 150 m d'altitude. On le trouve en Colombie (centre et est des Andes, nord-est) et au nord-ouest du Venezuela.